# Комфорт, Лэнс
Лэнс Комфорт (англ. Lance Comfort; 11 августа 1908 — 25 августа 1966) — британский режиссёр и продюсер кино и телевидения, карьера которого охватила период с 1941 по 1965 год.
За свою карьеру Комфорт поставил более 30 фильмов, среди которых «Замок шляпника» (1942), «Заказанный гостиничный номер» (1944), «Беделия» (1946), «Гавань искушения» (1947), «Дочь тьмы» (1948), «Безмолвный прах» (1949), «Восьмичасовая прогулка» (1954), «Бах! Ты мёртв» (1954), «Человек на дороге» (1956), «Завтра в десять» (1963) и «Слепой поворот» (1964).
В 1953—1958 годах он много работал как режиссёр и продюсер на телевидении.

## Ранние годы жизни и начало карьеры
Лэнс Комфорт родился 11 августа 1908 года в Харроу, Лондон, Великобритания.
В 1926 году он вошёл в киноиндустрию первоначально в качестве аниматора и оператора медицинских фильмов. После нескольких лет работы в операторском отделе в 1932 году он стал звукооператором на студии Stoll Studios. В 1934 году Комфорт перешёл на студию UK Films к продюсеру и режиссёру Джону Бакстеру в качестве руководителя технического отдела. Бакстер оказал значительное влияние на формирование Комфорта как режиссёра и многое сделал для развития его карьеры.

## Режиссёрская карьера
В 1941 году Комфорт стал режиссёром своего первого полнометражного фильма, «Пенн из Пенсильвании» (1941), биографической ленты об американском политическом деятеле XVIII века Уильяме Пенне, где будущая звезда Дебора Керр сыграла свою первую главную роль. Кинокритики Брайан Макфарлейн и Стивен Чибнолл назвали фильм «заурядным», а историк кино Линда Вуд отметила, что «к сожалению, это была не та тема, которая вдохновляла Комфорта, и в результате получилась довольно скучная биографическая картина». Фильм был медленный, и, кроме того, был подвергнут критике в некоторых кругах в США за множество исторических неточностей.
В отличие от первой картины, следующий фильм Комфорта «Замок шляпника» (1941) опирался именно на тот материал, который был нужен режиссёру. Действие этой мрачной мелодрамы происходит в небольшом шотландском городке в конце XIX века, где местный шляпник (Роберт Ньютон), терроризирующий свою семью, попадает под чары местной барменши, которая устраивает к нему в контору своего любовника, что приводит к трагическим последствиям. Как пишет Вуд, «в центре внимания драмы находится группа корыстных, бессовестных личностей, которые готовы (и даже наслаждаются этим) предавать и уничтожать любого, кто встанет у них на пути. Хотя их и ждёт обязательный печальный конец, сила этих персонажей такова, что номинальные герой, местный врач (Джеймс Мейсон) и героиня, дочь шляпника (Дебора Керр) кажутся блеклыми по сравнению с ними». Фильм, по мнению Макфарлейна и Чибнолла, «ясно показал, в чём заключаются таланты Комфорта. Это уверенное использование мелодраматических импульсов для раскрытия характеров и взаимоотношений, декоративный визуальный стиль, работающий на эти импульсы, и предоставление свободы действий целой плеяде выдающихся актёров».
Затем Комфорт сделал низкопробную комедию «Старая мама Райли, детектив» (1943), которая была частью киносериала с Артуром Люканом в заглавной роли. Сериал имел успех в Великобритании, но полностью провалился в США.
После шпионского триллера с Джеймсом Мейсоном «Заказанный гостиничный номер» (1944) и сельской драмы военного времени с Эриком Портманом и Флорой Робсон «Великий день» (1945) Комфорт, как указывает Вуд, «снял ряд качественных и популярных нуарных драм». Среди них «Беделия» (1946) с Маргарет Локувуд в роли коварной злодейки, «атмосферный шедевр» «Гавань искушения» (1947) по Жоржу Сименону с Робертом Ньюманом в роли диспетчера порта, который находит чемодан с деньгами, что приводит к трагическим последствиям, и страшная «Дочь тьмы» (1947) об одинокой ирландской девушке, работающей на богатой английской ферме, которая источает магнетизм, вызывающий отвращение местных женщин, но смертельно привлекательный для мужчин. Послевоенная драма «Безмолвный прах» (1949) с участием Найджела Патрика и Сэлли Грэй рассказывает историю дезертира и преступника, который тайно возвращается в богатый дом своего отца, где его считают героем, погибшим на фронте. Кинообозреватель «Нью-Йорк Таймс» Томас М. Прайор заключил, что хотя фильм обладает «значительными драматическими достоинствами,… черпая свою силу в сокрушительной жестокости разбитых иллюзий, это выражено не самым удачным образом в кинематографическом плане…. Картина выдаёт своё театральное происхождение радом статичных эпизодов, которые лишают её столь необходимой живости». По мнению критика, «проблема фильма заключается в том, что в постановке он использует малоподвижные театральные приёмы, а камера оператора работает как простой записывающий инструмент, а не как составная часть драмы».
Следующая картина Лэнса, мелодрама «Портрет Клэр» (1950) рассказывала о трёх браках женщины — её первого молодого мужа убивают, вторым оказывается чопорный адвокат, а третьим — положительный прокурор. Фильм провалился в коммерческом плане, что по времени совпало серьёзным кризисом в британской киноиндустрии. В результате Комфорту перестали предлагать дорогостоящие проекты, и он был вынужден был снимать фильмы категории В и первые телесериалы, такие как «Представляет Дуглас Фэрбенкс».
В 1950-х годах в качестве режиссёра или продюсера он принял участие в создании шестилесяти получасовых шоу сериала «Дуглас Фэрбенкс представляет»(1953—1957). Помимо этого, в 1950-е годы Комфорт «был чрезвычайно загружен и работой в кино, помимо продюсирования поставив девять фильмов категории В».
В 1953 году вышла криминальная драма «Девушка на пирсе» (1953) с красивыми сценами в курортном Брайтоне. В 1954 году Комфорт поставил криминальную драму «Восьмичасовая прогулка» (1954) с Ричардом Аттенборо в роли таксиста, на основе косвенных улик обвинённого в убийстве девочки. В том же году вышла картина «Бах! Ты мертв» (1954), которая, по мнению Марфарлейна и Чибнолла, была «возможно, самым интересным фильмом Комфорта после 1950 года, который трудно классифицировать в обычных жанровых терминах». В этой картине двое мальчиков из найденного ими пистолета случайно убивают в лесу местного жителя. Когда подозрение падает на другого человека, мальчиков мучают сомнения — стоит ли им во всём сознаться и обречь себя на суровое наказание, или стоит промолчать, и тогда будет наказан невиновный. Как пишут киноведы, «красота окружающих лесов сочетается в этой картине с сильным чувством зловещей замкнутости. Леса также противопоставлены скоплению жалких жилищ, в которых расположены заброшенные армейские склады и где живут главные герои. Эти неприглядные постройки визуально связывают последствия войны, сельскую местность и непродуманную американизацию страны, ведь именно потерянный американский револьвер запускает цепь событий фильма, а мальчики представляют себя американскими ковбоями. Это картина, которая оставляет зрителя в некотором замешательстве, потому что её повествование в конечном итоге не даёт простых ответов на поставленные вопросы».
В 1956 году Комфорт поставил шпионский триллер времён Холодной войны «Человек на дороге» (1956), в котором коммунистические агенты охотятся за страдающим амнезией известным учёным, рассчитывая получить у него сверхсекретную формулу. Журнал The Monthly Film Bulletin в своей рецензии назвал фильм «шпионской чепухой, состряпанной из проверенных временем ингредиентов (похищенный ученый, гипноз, амнезия), которой не хватает разве что украденных секретных планов. Но все это сделано с энтузиазмом и сыграно с должной серьезностью».
Как отмечают Макфарлейн и Чибнолл, Комфорт пробовал себя в удивительно широком спектре жанров. Хотя криминальный триллер был его основным направлением, он ставил также сатирические комедии, такие как «Сделайте мне миллион» (1959) и «Гадкий утенок» (1959), высмеивающие, соответственно, коммерческое телевидение и фильмы ужасов студии Hammer,
На рубеже 1950—1960-х годов, по словам Макфарлейна и Чибнолла, у Комфорта «последовало несколько проходных работ,… но даже такие второстепенные фильмы, как „Человек из Танжера“ (1957), „Тряпичная кукла“ (1960) и „Бездна тьмы“ (1961), содержали элементы, которые поднимают их над шаблонной рутиной картин категории В. Во всех трёх фильмах действуют главные герои, наивность или другие слабости характера которых приводят их к вовлечённости в преступления». Эти фильмы также «отличаются более тщательной проработкой характеров, чем это было принято в фильмах этого уровня», а «все центральные роли оттенены и/или окружены характерными актёрами, чьё непринуждённое вживание в свои (иногда стереотипные) роли привносит неожиданные штрихи текстурного богатства в эти обычные триллеры».
В криминальном триллере «Человек из Танжера» (1957), рассказывающем об охоте международной банды за своим членом, похитившим ценные матрицы для изготовления поддельный денег, Роберт Хаттон «с непринуждённой уверенностью исполняет роль теряющего популярность американского актёра, который становится жертвой злополучного стечения обстоятельств», случайно обменявшись пальто с преступником. В «Тряпичной кукле» (1960) Кристина Грегг «свежа и трогательна в роли 17-летней провинциальной девушки», которая сбегает от отца-алкоголика в Лондон. Она влюбляется в клубного певца из Сохо, который промышляет кражами, во время одной из которых убивает человека, а затем скрывается вместе с девушкой от полиции. В «Бездне тьмы» (1961) Уильям Франклин «придает глубину своему образу» в роли изготовителя сейфов, который после трёхнедельного провала в памяти оказывается под подозрением в крупном ограблении. Два последних фильма, по словам Макфарлейна и Чебнолла, благодаря сильной операторской работе передают таящуюся в городе угрозу, а также обманчивость сельского спокойствия, «демонстрируя характерное для Комфорта использование натурных съёмок».
Триллер «Прикосновение смерти» (1961), по словам Макфарлейна и Чибнолла, «также отражает стремление режиссёра вывести фильм за пределы студийных павильонов». В этой ленте, «снятой Комфортом экономно и напряжённо по лаконичному сценарию», после ограбления автозаправочной станции двое грабителей скрываются на плавучем доме, где берут в заложники его привлекательную молодую владелицу. Тем временем полиция обнаруживает, что украденные преступниками банкноты заражены цианидом калия, и начинает отчаянные поиски. Критики отмечают, что в этой картине Комфорт «умело чередует полицейские поиски и события на реке, причём последним уделяется гораздо больше внимания, поскольку между грабителями нарастает разлад».
В криминальной драме «Нарисованная улыбка» (1962) студент попадает под подозрение полиции, когда в квартире знакомого мошенника обнаруживает труп его напарника, от которого они вместе решают избавиться. Фильм «Побег» (1962), по словам Макфарлейна и Чибнолла, «имеет поразительный вступительный эпизод перед титрами (редкий приём для того времени), в котором показаны прыжок преступника с поезда, убийство охранника и побег». Он оказывается на отдалённой ферме, управляемой как отель супружеской парой, которая в свою очередь промышляет контрабандой. По своему обычаю Комфорт «выводит фильм из театральных интерьеров, избегая той душной, студийной клаустрофобии, которая так часто преследует британское бюджетное кинопроизводство, а экшн-сцены поставлены с настоящим мастерством». По мнению критиков, «сочетание обстановки и персонажей иногда напоминает старомодные трёхактные пьесы, но сильный актёрский состав наполняет отношения персонажей смыслом».
Среди триллеров 1960-х годов «Завтра в десять» (1963), возможно, был «лучшей работой Комфорта, это напряженный триллер о похищении с хитроумно разработанным сюжетом». В этой картине полиция должна в кратчайшие сроки найти похищенного мальчика, который находится в заключении вместе с часовой бомбой, в то время, как его похититель умер, не раскрыв местонахождение ребенка. Как пишет Вуд, «несмотря на очевидное высокое качество этого фильма, Комфорту так и не удалось избавиться от клейма режиссёра фильмов категории В и вернуться в высшую лигу».
В криминальном триллере «Слепой поворот» (1964) жена слепого композитора узнаёт, что муж лишит её наследства, если обнаружит, что она изменяет ему, после чего вместе со своим любовником решает совершить идеальное убийство. Мрачный фильм ужасов «Дьяволы тьмы» (1965) рассказывал о группе вампиров, окопавшихся на сельском кладбище, которая начинает охоту за утерянным талисманом, попутно убивая тех, кто оказывается на их пути. В конце карьеры Комфорт снял также «пару жизнерадостных подростковых мюзиклов» с участием молодого Дэвида Хеммингса — «Живи на полную» (1963) и «Будь моим гостем»(1965).

## Оценка критики
Как пишет историк кино Линда Вуд, на протяжении двадцати пяти лет Лэнс Комфорт был одним из самых плодовитых режиссёров, работавших в Великобритании, но, «несмотря на первое впечатление об успешной карьере, он получал мало внимания от критиков при жизни и работал в основном на периферии индустрии». По её мнению, возможно, Комфорта «удерживало вне основного течения киноиндустрии не отсутствие таланта, а мрачность его личного видения, наиболее ярко выраженная в мелодрамах и триллерах». Злодеи у него более психопатичны, а второстепенные персонажи чаще становились жертвами убийств, чем это было принято в фильмах того времени. В отличие от творчества его наставника Джона Бакстера, «фильмы Комфорта избегают социальных посылов. Они больше сосредоточены на личности, чем на обществе, представляя картину человечества, в которой зло — не просто случайное отклонение, а неотъемлемая его часть». Несмотря на это, как отмечает Вуд, «всесторонняя техническая компетентность, превосходные организаторские способности, позволявшие ему максимально использовать ограниченное студийное время, и врождённое кинематографическое чутьё, обеспечило ему занятость почти до самой смерти».
Киноведы Брайан Макфарлейн и Стив Чибналл назвали фильмы Комфорта «убедительными повествованиями, отличающиеся отсутствием сентиментальности и ощущением человеческой реальности, чувством мелодраматического напряжения и тематическими контрастами, подчеркнутыми визуальным стилем, который может переходить в выразительный и метафорический». По мнению киноведов, в условиях жёстких бюджетов и беспощадных графиков фильмов категории B Комфорт создал «одни из своих лучших работ». Многие его фильмы категории B очень хороши, «что говорит о том, что навыки, отточенные в начале карьеры, сослужили ему хорошую службу, когда дело дошло до наилучшего использования ограниченных бюджетов и жёстких сроков».

## Личная жизнь
С 1934 года и до своей смерти в 1966 году Комфорт был женат на Пегги Мэри Лэмб (англ.  Peggy Mary Lamb). В 1935 году у пары родился сын Джон Комфорт (1935—2019), также ставший кинематографистом.

## Смерть
Лэнс Комфорт умер 25 августа 1966 года в возрасте 58 лет в Уэртинге, Суссекс, Великобритания. Причина его смерти не разглашалась.

## Фильмография
| Год       | Название                                | Оригинальное название             | Фильм / телесериал | В каком качестве участвовал                    |
| --------- | --------------------------------------- | --------------------------------- | ------------------ | ---------------------------------------------- |
| 1942      | Пенн из Пенсильвании                    | Penn of Pennsylvania              | Фильм              | Режиссёр                                       |
| 1942      | Замок шляпника                          | Hatter’s Castle                   | Фильм              | Режиссёр                                       |
| 1942      | Эти парни из города                     | Those Kids from Town              | Фильм              | Режиссёр                                       |
| 1943      | Командир эскадрильи X                   | Squadron Leader X                 | Фильм              | Режиссёр                                       |
| 1943      | Когда мы женаты                         | When We Are Married               | Фильм              | Режиссёр                                       |
| 1943      | Старая матушка Райли, детектив          | Old Mother Riley Detective        | Фильм              | Режиссёр                                       |
| 1943      | Побег от опасности                      | Escape to Danger                  | Фильм              | Режиссёр                                       |
| 1944      | Заказанный гостиничный номер            | Hotel Reserve                     | Фильм              | Режиссёр, продюсер                             |
| 1945      | Великий день                            | Great Day                         | Фильм              | Режиссёр                                       |
| 1946      | Беделия                                 | Bedelia                           | Фильм              | Режиссёр                                       |
| 1947      | Гавань искушения                        | The Harbour of Temptation         | Фильм              | Режиссёр                                       |
| 1948      | Дочь тьмы                               | Daughter of Darkness              | Фильм              | Режиссёр                                       |
| 1949      | Безмолвный прах                         | Silent Dust                       | Фильм              | Режиссёр                                       |
| 1950      | Портрет Клэр                            | Portrait of Clare                 | Фильм              | Режиссёр                                       |
| 1951      | Дом опасности                           | Home to Danger                    | Фильм              | Продюсер                                       |
| 1953      | Джинн                                   | The Genie                         | Фильм              | Режиссёр (сегменты «Негодяй», «Джинн»)         |
| 1953      | Девушка на пирсе                        | The Girl on the Pier              | Фильм              | Режиссёр, исполнительный продюсер              |
| 1953      | Треугольник                             | The Triangle                      | Фильм              | Режиссёр (сегмент «Американская дуэль»)        |
| 1953-1957 | Дуглас Фейрбэнкс — младший представляет | Douglas Fairbanks, Jr., Presents  | Телесериал         | Режиссёр (19 эпизодов), продюсер (77 эпизодов) |
| 1954      | Восьмичасовая прогулка                  | Eight O’Clock Walk                | Фильм              | Режиссёр                                       |
| 1954      | Бах! Ты мёртв                           | Bang! You’re Dead                 | Фильм              | Режиссёр, продюсер                             |
| 1954      | Последний момент                        | The Last Moment                   | Фильм              | Режиссёр                                       |
| 1956      | Лицо мошенника                          | Faccia da mascalzone              | Фильм              | Режиссёр                                       |
| 1956      | Человек на дороге                       | The Man in the Road               | Фильм              | Режиссёр                                       |
| 1956      | Порт побега                             | Port of Escape                    | Фильм              | Продюсер                                       |
| 1956-1957 | Назначение: Иностранный легион          | Assignment Foreign Legion         | Телесериал         | Режиссёр (9 эпизодов)                          |
| 1957      | Человек из Танжера                      | Man from Tangier                  | Фильм              | Режиссёр                                       |
| 1957      | Ровно в девять                          | At the Stroke of Nine             | Фильм              | Режиссёр                                       |
| 1957      | Лицо в ночи                             | Face in the Night                 | Фильм              | Режиссёр                                       |
| 1957      | Телеграфная служба                      | Wire Service                      | Телесериал         | Режиссёр (1 эпизод)                            |
| 1957      | Весёлый кабальеро                       | The Gay Cavalier                  | Телесериал         | Режиссёр (10 эпизодов)                         |
| 1957-1958 | Новые приключения Мартина Кейна         | The New Adventures of Martin Kane | Телесериал         | Режиссёр (10 эпизодов)                         |
| 1958      | Айвенго                                 | Ivanhoe                           | Телесериал         | Режиссёр (7 эпизодов)                          |
| 1959      | Мне миллион                             | Make Mine a Million               | Фильм              | Режиссёр                                       |
| 1959      | Гадкий утёнок                           | The Ugly Duckling                 | Фильм              | Режиссёр                                       |
| 1961      | Предел                                  | The Breaking Point                | Фильм              | Режиссёр                                       |
| 1961      | Тряпичная кукла                         | Rag Doll                          | Фильм              | Режиссёр                                       |
| 1961      | Бездна тьмы                             | Pit of Darkness                   | Фильм              | Режиссёр, продюсер (в титрах не указан)        |
| 1961      | Прикосновение смерти                    | Touch of Death                    | Фильм              | Режиссёр                                       |
| 1962      | Нарисованная улыбка                     | The Painted Smile                 | Фильм              | Режиссёр                                       |
| 1962      | Побег                                   | The Break                         | Фильм              | Режиссёр                                       |
| 1962      | Банда воров                             | Band of Thieves                   | Фильм              | Продюсер                                       |
| 1963      | Завтра в десять                         | Tomorrow at Ten                   | Фильм              | Режиссёр                                       |
| 1963      | Живи на полную!                         | Live It Up!                       | Фильм              | Режиссёр, продюсер                             |
| 1963      | Подмена                                 | The Switch                        | Фильм              | Исполнительный продюсер                        |
| 1964      | Слепой поворот                          | Blind Corner                      | Фильм              | Режиссёр                                       |
| 1965      | Будьте моим гостем                      | Be My Guest                       | Фильм              | Режиссёр, продюсер                             |
| 1965      | Дьяволы тьмы                            | Devils of Darkness                | Фильм              | Режиссёр                                       |